# Tikri Khurd
Tikri Khurd es una ciudad censal situada en el distrito de Delhi noroeste,  en el territorio de la capital nacional, Delhi (India). Su población es de 13772habitantes (2011). 

## Demografía
Según el censo de 2011 la población de Tikri Khurd era de 13772 habitantes, de los cuales 7635 eran hombres y 6137 eran mujeres. Tikri Khurd tiene una tasa media de alfabetización del 76,05%, inferior a la media estatal del 86,21%: la alfabetización masculina es del 84,90%, y la alfabetización femenina del 64,86%.